# Tractat de Blois (1504)
El primer Tractat de Blois, signat el 22 de setembre de 1504 a la ciutat de Blois, fou un tractat concertat entre Lluís XII de França i Felip el Bell.

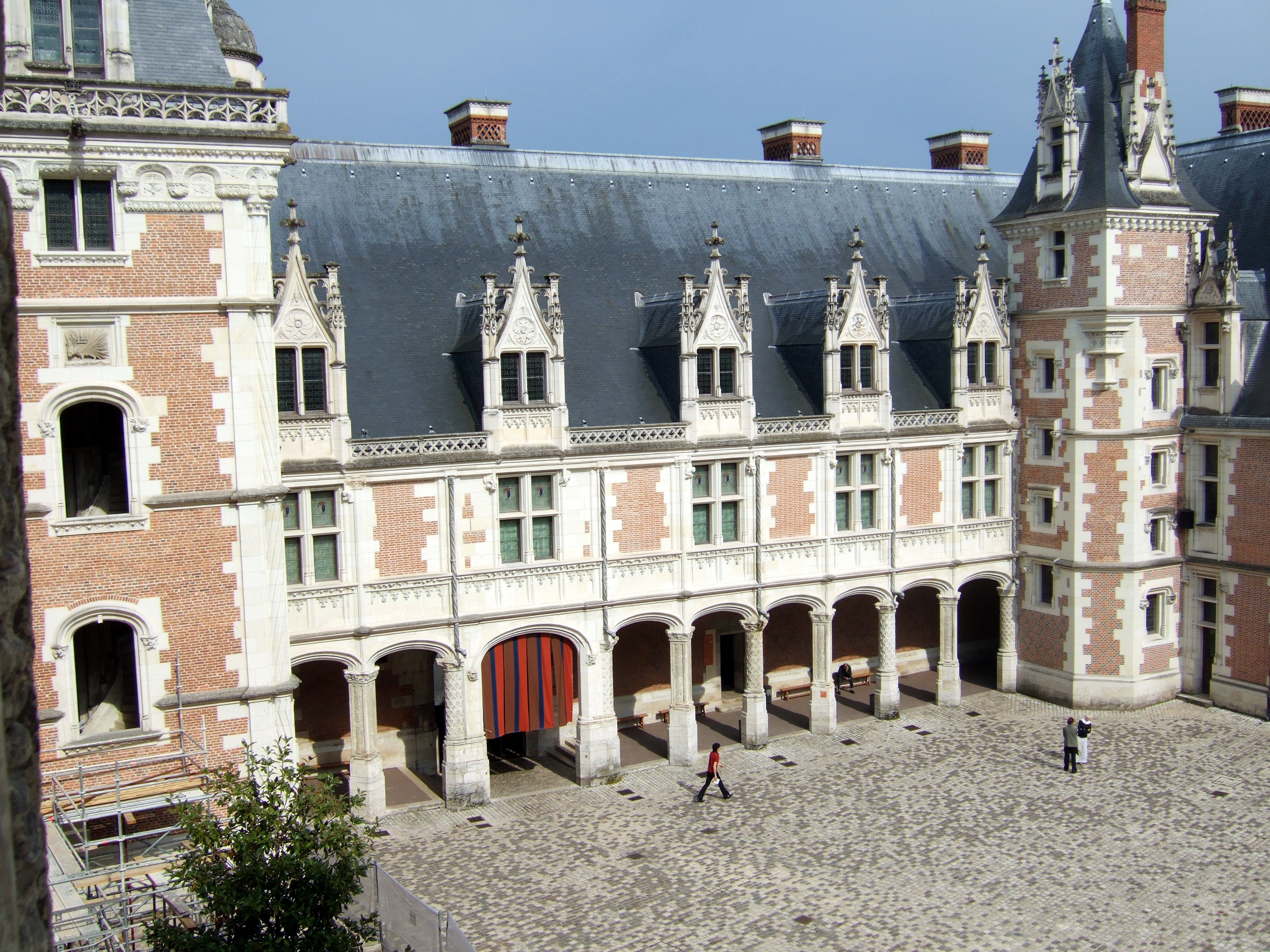
El castell de Blois, escenari dels quatre tractats de Blois

En aquest tractat es va acordar el matrimoni entre Carles de Luxemburg, fill de Felip el Bell i Joana I de Castella, i futur Carles I de Castella, amb Clàudia de França, filla i hereva de Lluís XII i Anna de Bretanya, sent el Regne de Nàpols el dot assenyalat, encara que el monarca francès es reservava el seu govern. A més, es pactà que si el rei de França moria sense descendència masculina, la parella rebria com a dot el ducat de Milà, Gènova i les seves dependències, els comtats d'Asti i Blois, el ducat de Borgonya, els vescomtats d'Auxonne, Auxerrois, Mâconnais i Bar-sur-Seine.
Així mateix, Lluís XII es comprometé a protegir les demandes que pretenia fer Felip el Bell sobre el tron de Castella, amb el que aconseguia un enfrontament entre Ferran el Catòlic i el seu gendre i una posició avantatjosa per a França si s'arribava a trencar la unió entre la Corona de Castella i la Corona d'Aragó.
Els Estats Generals reunits en Tours, davant la probable situació que tals territoris passessin a la corona espanyola, van demanar a Lluís XII que anul·lés el tractat, per la qual cosa el casament fou cancel·lat, casant Clàudia de França amb el seu cosí Francesc I d'Angulema.